# Hoàng Hạc lâu

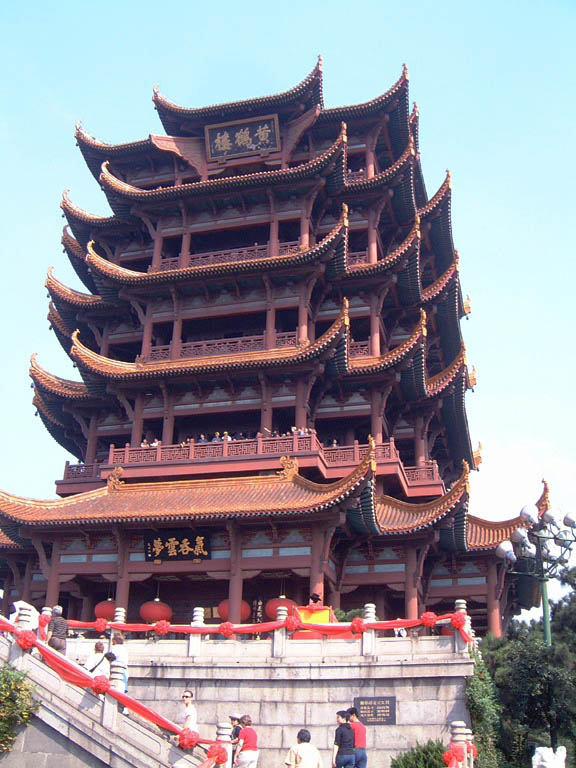
Hoàng Hạc lâu

Hoàng Hạc lâu (黃鶴樓) là một ngôi tháp lịch sử, được cất trên vực đá Hoàng Hạc của núi Xà Sơn bên bờ sông Dương Tử, thuộc thành phố Vũ Hán tỉnh Hồ Bắc, Trung Quốc. Hoàng Hạc Lâu được xem là một trong Tứ đại danh lâu của Trung Quốc và là ngôi lầu nổi tiếng được các thi nhân ca tụng.
Lầu Hoàng Hạc đầu tiên được xây dựng ở trên ghềnh đá Hoàng Hạc thuộc huyện Vũ Xương tỉnh Hồ Bắc vào năm Hoàng Vũ thứ 2 đời nhà Ngô thời Tam Quốc (223 Tây Lịch). Đến nay suốt 1801 năm đã có 12 lần bị thiêu hủy, 12 lần xây cất lại, mỗi lần lại cao hơn và có nhiều tầng hơn.
Tên gọi " Lầu Hoàng Hạc " bắt nguồn từ truyền thuyết dân gian. Tương truyền Phí Văn Vi, một tu sĩ đắc đạo thành tiên thường cưỡi hạc vàng ngao du sông thủy. Một hôm, tiên và hạc bay ngang Vũ Hán và dừng chân lại trên "Đồi Rắn" để nhìn ngắm, một bên là cảnh đẹp hùng vĩ của Trường Giang và bên kia là Ngũ Hồ trong khói sương diễm lệ. Người đời sau đã từ nơi tiên cưỡi hạc vàng bay đi xây lên một tháp lầu đặt tên là Hoàng Hạc Lâu.
Lầu Hoàng Hạc ngày xưa là nơi gặp mặt tao đàn của các văn nhân mặc khách đương thời. Trong thời Đường (618-907), các thi nhân đến Hoàng Hạc Lâu để vừa thưởng ngoạn phong cảnh non nước mây ngàn hữu tình, vừa uống rượu làm thơ.
Chinh chiến các thời đại phá hủy những kiến trúc Hoàng Hạc Lâu và đều được tái thiết. Ngôi lầu cuối cùng Thanh Lâu cắt năm 1868 và bị hủy hoại năm 1884. Năm 1957 khi ngôi cầu đầu tiên vượt sông Dương Tử được xây cất, vị trí cũ của Hoàng Hạc Lâu bị trưng dụng và các kiến trúc Hoàng Hạc Lâu được dời cách vị trí cũ 1 km.
Tháng 10 năm 1981, Hoàng Hạc Lâu được tái thiết và tháng 6 năm 1985 khánh thành. Tháp hiện nay là một công trình được xây lại bằng vật liệu hiện đại và có một cầu thang máy. Hoàng Hạc Lâu bây giờ nằm trong Hoàng Hạc Công Viên là nơi thu hút du khách trong và ngoài nước Trung Quốc.

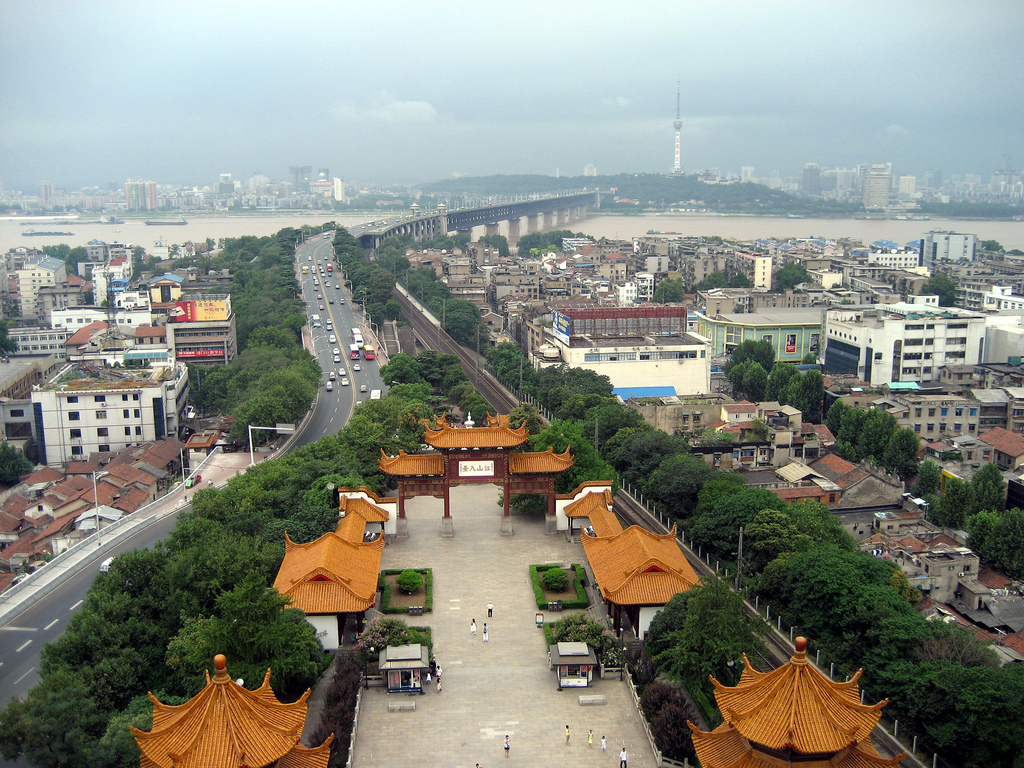
Quang cảnh thành phố Vũ Hán, nhìn từ lầu Hoàng Hạc
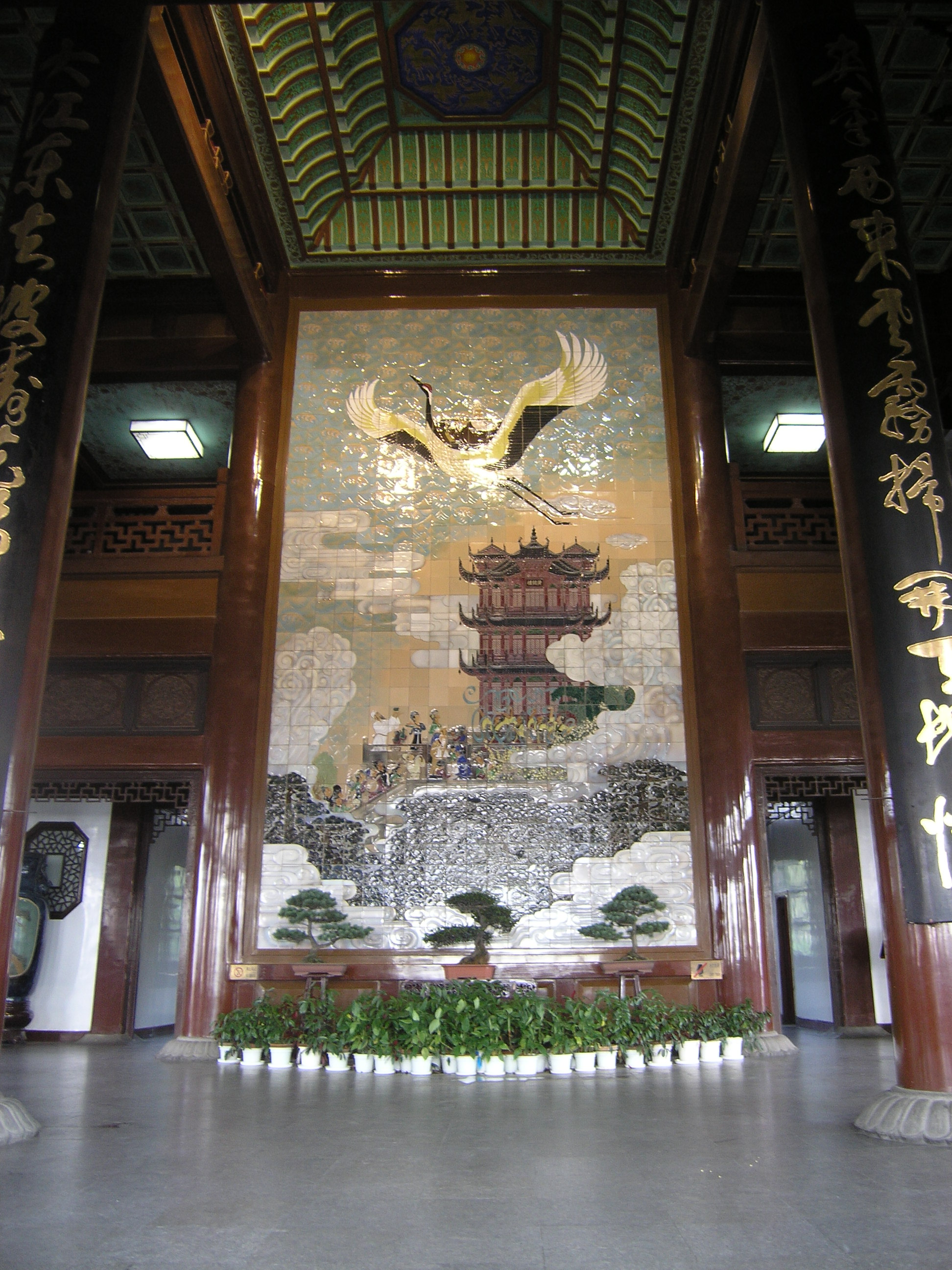
Hoàng Hạc
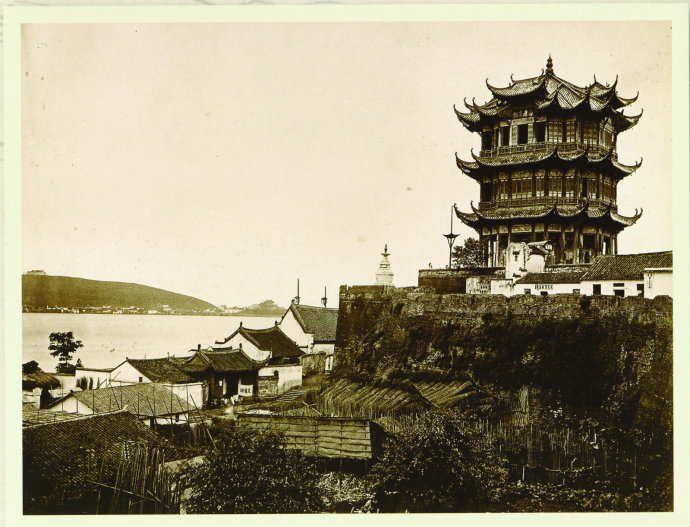
Lầu Hoàng Hạc thế kỷ 19